# Refugio (canción)
«Refugio» es el cuarto sencillo del álbum Ella es tan cargosa de la banda homónima. El lanzamiento de esta canción se realizó el 20 de marzo de 2007.

## Video musical
El videoclip muestra una recorrida por Castelar de la mano de los músicos.